# Église Notre-Dame de Lucy-sur-Yonne
L'église de Lucy-sur-Yonne est une église située à Lucy-sur-Yonne, en France.

## Localisation
L'église est située dans le département français de l'Yonne, sur la commune de Lucy-sur-Yonne.

## Historique
L'édifice est classé au titre des monuments historiques en 1912.